# Championnats du monde de slalom (canoë-kayak) 1979
Navigation
Championnats du monde de slalom 1977 Championnats du monde de slalom 1981
Les 16e Championnats du monde de slalom en canoë-kayak  se sont déroulés en 1979 à Jonquière au Québec  au Canada sous l'égide de la Fédération internationale de canoë.
C'est la première fois que les championnats ont eu lieu en dehors de l'Europe.

La catégorie Mixte C-2 n'a pas eu lieu lors de ces championnats.
L'Allemagne de l'Est n'a pas pris part et la Tchécoslovaquie, qui est toujours en première ligne sur les podiums, n'a remporté qu'une seule médaille. L'Allemagne de l'Ouest a remporté trois médailles tandis que les États-Unis a engrangé un nombre de sept médailles, une première pour un pays anglophone.

## Podiums

### Hommes

#### Canoë
| Epreuve        | Or                                                 | Points | Argent                                | Points | Bronze                             | Points |
| C-1            | Jon Lugbill (USA)                                  |        | David Hearn (USA)                     |        | Bob Robinson (USA)                 |        |
| C-1 par équipe | États-Unis Teams not listed                        |        | Allemagne de l'Ouest Teams not listed |        | Tchécoslovaquie Teams not listed   |        |
| C-2            | Allemagne de l'Ouest Dieter Welsink Peter Czupryna |        | France Pierre Calori Jacques Calori   |        | Pologne Wojciech Kudlik Jerzy Jerz |        |
| C-2 par équipe | Pologne Teams not listed                           |        | France Robert Platt Entre autres      |        | Suisse Teams not listed            |        |

#### Kayak
| Epreuve        | Or                            | Points | Argent                     | Points | Bronze                   | Points |
| K-1            | Peter Fauster (AUT)           |        | Eduard Wolffhardt (AUT)    |        | Richard Fox (GBR)        |        |
| K-1 par équipe | Royaume-Uni Teams not listed. |        | Autriche Teams not listed. |        | Suisse Teams not listed. |        |

### Femmes

#### Kayak
| Epreuve        | Or                           | Points | Argent                                 | Points | Bronze                   | Points |
| K-1            | Cathy Hearn (USA)            |        | Elizabeth Sharman (GBR)                |        | Linda Harrison (USA)     |        |
| K-1 par équipe | États-Unis Teams not listed. |        | Allemagne de l'Ouest Teams not listed. |        | Suisse Teams not listed. |        |

## Tableau des médailles
| Rang  | Nation               | Or | Argent | Bronze | Total |
| ----- | -------------------- | -- | ------ | ------ | ----- |
| 1     | États-Unis           | 4  | 1      | 2      | 7     |
| 2     | Autriche             | 1  | 2      | 0      | 3     |
|       | Allemagne de l'Ouest | 1  | 2      | 0      | 3     |
| 4     | Royaume-Uni          | 1  | 1      | 1      | 3     |
| 5     | Pologne              | 1  | 0      | 0      | 1     |
| 6     | France               | 0  | 2      | 0      | 2     |
| 7     | Suisse               | 0  | 0      | 3      | 3     |
| 8     | Tchécoslovaquie      | 0  | 0      | 1      | 1     |
| Total | Total                | 8  | 8      | 8      | 24    |